# Petra Frank
Petra Frank är en svensk koreograf som sedan 2017 är prefekt för Högskolan för scen och musik vid Göteborgs universitet. Hon var 2014–2017 dekan för Dans- och cirkushögskolan vid Stockholms konstnärliga högskola. Hon har tidigare arbetat som dansterapeut, lärare och arbetskonsulent samt varit prefekt för danspedagogiska institutionen vid Dans- och cirkushögskolan.